# Parker de Ruyter Rocher van Renais
Parker de Ruyter Rocher van Renais was de familienaam van een persoon die in 1846 in de Nederlandse adel werd opgenomen en dus de naam van een adellijk geslacht.

## Geschiedenis

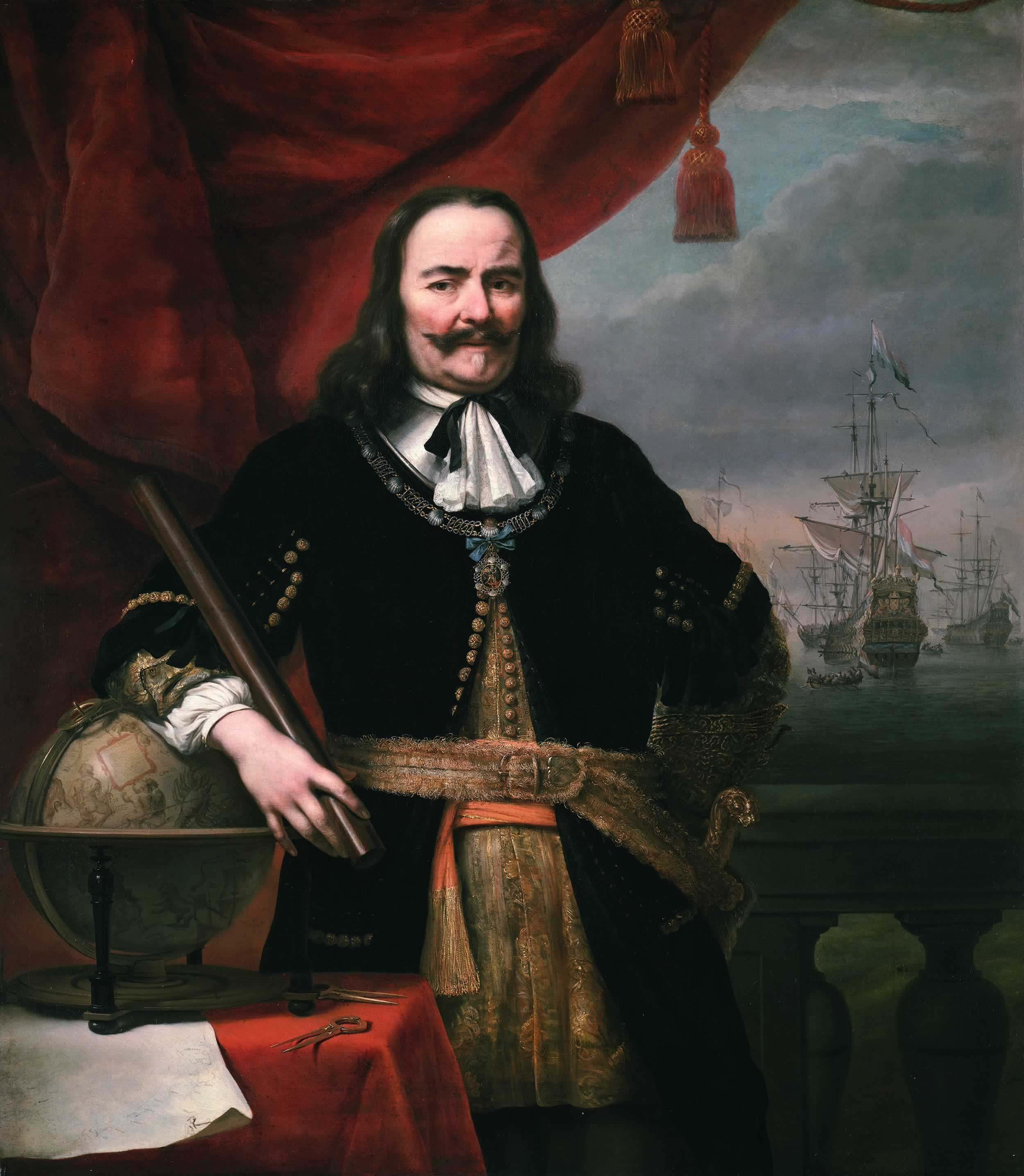
Michiel de Ruyter door Ferdinand Bol in 1667

Bij KB van 23 september 1817 werd op verzoek van Jacoba Maria Parker (1774-1841) aan haar tweede echtgenoot (zij was weduwe van René Christiaan Rocher) Jacobus de Wildt en aan haar kinderen vergunning verleend de naam De Ruyter vooraf te laten gaan aan hun geslachtsnaam. Hierdoor ontstonden nakomelingen van haar met de namen De Ruyter Rocher en De Ruyter de Wildt. De naam De Ruyter was ontleend aan hun directe afstamming in vrouwelijke lijn van de admiraal Michiel de Ruyter (1607-1676). Haar kinderen kregen tevens bij dat KB vergunning het wapen van Michiel de Ruyter te voeren.
Uit het eerste huwelijk had Parker onder anderen de volgende zoon: mr. Willem Parker de Ruyter du Rocher van Renais (1804-1859), officier van justitie te Hoorn, gedoopt als Wilhem Parker. Bij het KB van 1817 kreeg hij dus naamstoevoeging tot De Ruyter Rocher. Tot 1825 bezat hij een goed met de naam Renais in Bretagne, vandaar de toevoeging de la Renais (of: van Renais). Bij KB van 18 juni 1846 werd deze Willem Parker de Ruyter du Rocher van Renais verheven in de Nederlandse adel waardoor hij het predicaat jonkheer kreeg; hij werd verheven onder de clausule van inlijving. Die inlijving zou gebaseerd zijn op oude Franse adellijke afstamming, blijkend uit het voorvoegsel du in du Rocher. Bij koninklijke disponitie van 7 juli 1849 werd die verheffing aangehouden, op basis van een vermoede vervalsing door Rocher van zijn doopakte waarbij hij het voorvoegsel du had toegevoegd. Hierdoor behoorden hij en zijn eventuele nageslacht sinds de dispositie van 1849 niet meer tot de Nederlandse adel.